# 樂舞論
《樂舞論》，又譯《戲劇論》，是古印度關於文藝理論的著作，相傳由婆羅多牟尼所著。全書共計36章、6000餘頌，內容涵蓋包括音樂、文學、戲劇、舞蹈在內的各大文藝領域。其成書時間一般推算在公元前200至公元200年間，亦有說法可早至公元前500年或晚至公元500年。
本書中提出的「味」這一概念，將文藝從單純的娛樂產品提升到精神與倫理學的高度，對日後的印度文學、藝術發展影響極爲深遠。

## 引用
1. ↑  Khan Mayeesha. . South Asia Watch 南亞觀察.   [2023-12-12]. （原始内容存档于2023-12-12）.